# NGC 2211
NGC 2211 è una galassia lenticolare  situata nella costellazione del Cane Maggiore, a una distanza di circa 101 milioni di anni luce dalla nostra Via Lattea.

## Scoperta
La galassia è stata scoperta l'11 dicembre 1885 dall'astronomo statunitense Francis Leavenworth.

## Descrizione
Nelle immagini, NGC 2211 appare in posizione piuttosto ravvicinata rispetto a NGC 2212; le due galassie si trovano a una distanza paragonabile dalla nostra Via Lattea (poco più di 100 milioni di anni luce) e pertanto formano probabilmente una coppia di galassie mutualmente interagenti.